# Constitución Política del Estado de Puebla
La Constitución Política del Estado Libre y Soberano de Puebla, fue promulgada el 2 de octubre de 1917, siendo este estado, desde los inicios de la vida del México independiente, uno de los 19 estados fundadores del país en la Constitución de 1824, incluso desde la Constitución de Apatzingán de 1814, se estableció que Puebla sería una de las provincias en el proyecto de nación que en ese entonces se concibió por los insurgentes. El 7 de diciembre de 1825 se promulgó la primera constitución de este estado a cargo del congreso constituyente poblano reunido desde marzo de 1824. Tras llevar a cabo reformas importantes en 1880, 1883 y 1892, con la publicación de la Constitución Política de 1917, se integró un nuevo congreso constituyente.
En este ordenamiento jurídico, se establece a Puebla como un estado integrante de la nación mexicana, los derechos y obligaciones de los ciudadanos considerados poblanos y la división de poderes estatales.
El texto constitucional ha sufrido importantes reformas a lo largo del siglo XX y XXI, siendo la última en el mes de noviembre de 2016.